# Le Sorcier
Le Sorcier er en fransk stumfilm fra 1903 af Georges Méliès.